# ریش‌آبی (فیلم ۱۹۸۴)
ریش‌آبی (لهستانی: Sinobrody) یک فیلم درام سوئیسی-آلمانی به کارگردانی کشیشتف زانوسی است که در سال ۱۹۸۴ منتشر شد.

## گزیدهٔ بازیگران
- وادیم گلونا
- مارگارته فون تروتا
- مایا کوموروفسکا
- باربارا کفیاتکوفسکا-لاس
- کارین بال
- ورا چخوا
- ائوگنیوش پریویژینسف